# Друль Орест Романович
Орест Романович Друль (нар. 12 травня 1960) — український громадський діяч, журналіст, публіцист, політолог, аналітик, шеф-редактор Інтернет-проєкту «Західна аналітична група», головний редактор Інтернет-газети «Збруч». Заступник голови Політради Української Галицької партії. Мешкає у Львові.

## Біографія
1987—1990 — член редакції й один із авторів самвидавного альманаху «Євшан-зілля» (Львів).
1989—1990 — співпрацював із редакцією самвидавної газети «Поступ» (Львів).
Початок 1990-х рр. — один із авторів тижневика «Post-Поступ» (Львів), автор публікацій з економічної тематики.
1997—2006 — виконавчий директор Фонду розвитку Львівщини й Інституту розвитку міста (Львів).
1998—2002 — депутат Львівської міської ради.
1998—2002 — шеф-редактор газети «Поступ» (Львів).
2000 — після того, як у центрі Львова двоє етнічних росіян після дискусії на тему музичних смаків завдала тілесних ушкоджень, несумісних з життям, відомому українському композитору Ігорю Білозору, О.Друль ініціював у ЛМР ухвалення рішення про обмеження використання російської низькопробної попси у закладах торгівлі та громадського харчування Львова.
2004—2005 — головний редактор журналу «Місто. Поліс» та польськомовного журналу «Ukraїna».
2006—2007 — стратегічний директор Центру муніципального розвитку (Львів).
2007 — шеф-редактор експериментальних проектів телекомпанії ТЕТ.
2007 — кандидат у народні депутати України за списком блоку «Наша Україна» — «Народна Самооборона» (№ 101), політтехнолог «Народної Самооборони».
Учасник «Зарваницької ініціативи» й Унівської групи.
2012 — один із засновників Несторівської групи.

## Тексти
- Тексти, опубліковані на сайті «Західна аналітична група»

### Публіцистика
- Украина vs українськости // Часопис «Ї», ч. 23 / 2001 [Архівовано 24 липня 2013 у Wayback Machine.]
- Status quo влади проти суверенітету народу // ЗАГ, 24.04.2007
- Карфаген старого стилю // ЗАГ, 26.12.2008
- Хроніка поточних тенденцій // ЗАГ, 9.02.2009
- Шанс, наданий кризою // ЗАГ, 16.02.2009
- … хоч потоп // ЗАГ, 11.05.2010
- Латентні смисли банальних рішень // ЗАГ, 22.02.2011
- Лауденція Сергію Дацюку // Zbruč, 22.12.2014 [Архівовано 5 лютого 2016 у Wayback Machine.]

### Політологія
- Коли ми діждемось де Голя // ЗАГ, 17.10.2006
- Львів. QWERTY-ефект. // ЗАГ, 17.07.2007
- Заздрість і справедливість // ЗАГ, 29.02.2008
- Справедлива мова // ЗАГ, 31.03.2008
- Двоє в човні, не враховуючи електорату // ЗАГ, 14.05.2008
- Візантійська проблема // ЗАГ, 21.05.2008
- Вибір неправди // ЗАГ, 2.07.2008
- Потреба справедливості // ЗАГ, 26.05.2009
- Особливості голосування по-галицьки // zaxid.net, 12.10.2012 [Архівовано 1 червня 2013 у Wayback Machine.]
- Тезова спроба емпатичної рефлексії // Zbruč, 14.04.2014 [Архівовано 5 лютого 2016 у Wayback Machine.]

### Етнологія
- Асиміляційні та акультураційні процеси у Львові [Архівовано 31 липня 2013 у Wayback Machine.] // Часопис «Ї», ч. 23 / 2001

### Економіка
- Принцип Муму // ЗАГ, 10.03.2009

### Франкознавство
- Словничок з творів Івана Франка // Zbruč, 27.08.2014 [Архівовано 2 червня 2016 у Wayback Machine.]
- Поправлюваний Франко // Zbruč, 12.05.2015 [Архівовано 5 лютого 2016 у Wayback Machine.]
- Арифметика Франкового «Гави» // Zbruč, 28.05.2015 [Архівовано 9 грудня 2015 у Wayback Machine.]

### Мовознавство
- Адескриптивна прескрипція (про чергування у/в) // Zbruč, 28.09.2015 [Архівовано 5 лютого 2016 у Wayback Machine.]

### Філософія
- Кілька думок про гідність // Zbruč, 28.04.2014 [Архівовано 5 лютого 2016 у Wayback Machine.]
- Mea culpa // Zbruč, 12.05.2014 [Архівовано 5 лютого 2016 у Wayback Machine.]
- Толеранція як випробування // Zbruč, 16.07.2014 [Архівовано 5 лютого 2016 у Wayback Machine.]

### Інтерв'ю
- Микола КОЛЕССА // Поступ, 8.08.2002
- Яцек КУРОНЬ // Поступ, 5.09.2002 [Архівовано 1 грудня 2016 у Wayback Machine.]
- Яцек КУРОНЬ // Поступ, 18.06.2004 (запис — 2002 р.) [Архівовано 1 грудня 2016 у Wayback Machine.]
- Адам МІХНІК // Поступ, 9.06.2004
- Лєх КАЧИНСЬКИЙ // Поступ, 25.10.2005 [Архівовано 24 червня 2016 у Wayback Machine.]
- Любомир ГУЗАР // Zbruč, 26.02.2013 (передрук публікації з листопада 2004) [Архівовано 2 квітня 2018 у Wayback Machine.]
- Наталя ЯКОВЕНКО // Zbruč, 03.04.2013 [Архівовано 13 січня 2016 у Wayback Machine.]
- Микола РЯБЧУК // Zbruč, 25.09.2013 [Архівовано 27 червня 2015 у Wayback Machine.]
- МАЙКЛ (Михайло МИШКАЛО) // Zbruč, 30.09.2013 [Архівовано 5 лютого 2016 у Wayback Machine.]
- Тарас ПРОХАСЬКО // Zbruč, 06.03.2014 [Архівовано 5 лютого 2016 у Wayback Machine.]
- Любомир ПЕТРЕНКО // Zbruč, 27.03.2014 [Архівовано 5 лютого 2016 у Wayback Machine.]
- Юрій АНДРУХОВИЧ // Zbruč, 23.05.2014 [Архівовано 5 лютого 2016 у Wayback Machine.]
- Роман РЕВАКОВИЧ // Zbruč, 30.06.2014 [Архівовано 5 лютого 2016 у Wayback Machine.]
- Ярослав РУЩИШИН // Zbruč, 20.01.2016 [Архівовано 5 лютого 2016 у Wayback Machine.]